# Olof Forsgren (militär)
Erik Olof Forsgren, född 3 maj 1930 i Tärna församling i Västerbottens län, död 20 april 2006 i La Nucia i provinsen Alicante, Spanien, var en svensk militär.

## Biografi
Forsgren avlade officersexamen vid Krigsskolan 1956 och utnämndes samma år till fänrik i armén. Han befordrades 1964 till kapten och tjänstgjorde vid Västerbottens regemente 1964–1968, varefter han var detaljchef vid Arméstaben 1968–1972. År 1972 befordrades han till överstelöjtnant, varefter han tjänstgjorde vid Norrbottens regemente och var ställföreträdande chef för Lapplands jägarregemente. Forsgren var stabschef för United Nations Truce Supervision Organization (UNTSO) från juni 1979 till januari 1980 och han var chef för Infanteriets och kavalleriets officershögskola 1981–1983. År 1983 befordrades Forsgren till överste av första graden, varefter han 1983–1990 var chef för Västerbottens regemente tillika befälhavare för Västerbottens försvarsområde.